# 黃維貴
黃維貴（16世紀—17世紀），字周士，廣東廣州府順德縣龍山人，明朝政治人物。

## 生平
黃維貴年輕時就懂得寫作文章，萬曆十年（1582年）成舉人，跟隨楊復所、徐用檢學習，精通性理學，二十三年（1595年）會試中副榜，三十二年（1604年）授樂清知縣，當地訴訟繁多，他能精準判案，鋤強扶弱、奸民忌憚，雁蕩山在縣境內，遊覽的縉紳煩於供需，他力求節省方便鄉里，又修繕縣內鄉賢王十朋、錢選墳墓，撫恤二人後裔，陞溫州同知致仕，回鄉後築室教育兒子，餘暇則在溪上飲酒賦詩為樂，著有《黃氏家訓》、《好生廣錄》、《求仁筆記》、《敦仁堂稿》。

## 家族
- 祖父黃球[3]
- 父親鄉飲賓黃昌[3]
- 兒子：[3]
  1. 黃聖載
  2. 黃聖端
  3. 萬曆三十八年進士、戶部雲南司主事黃聖期
    - 孫子黃可達、黃可逵

  4. 萬曆四十六年舉人、當陽縣教諭黃聖年
  5. 黃聖際
  6. 黃聖時

## 引用
1. 1 2  咸豐《順德縣志·卷二十四·列傳四》：黃維貴，字周士，龍山人，少能文，弱冠雋萬厯壬午鄉試，從歸善楊復所遊，復交蘭豁徐魯源，精論性學，乙未登明通榜令樂清，地劇訟繁，維貴剖斷如神，鋤強抑梗、奸民憚服，雁蕩山在境內，縉紳遊者每煩供億，維貴務節省，閭閻便之，修縣賢王十朋錢舜卿墓，存卹其裔，遷溫州府同知致仕，歸築室課子，暇則觴詠溪上為樂，著有《黃氏家訓》、《好生廣錄》、《求仁筆記》、《敦仁堂稿》，子聖期……陳志，龍山鄕志
2. ↑  民國《樂清縣志·卷七·職官》：明……知縣……黃維貴 南海舉人，萬厯三十二年任，見萬厯府志
3. 1 2 3  《萬曆三十八年庚戌科序齒錄》：黃聖期，治《詩經》，年二十六歲中式萬曆三十八年庚戌科第二甲第十七名進士。甲申十一月二十日生，行一，曾祖黃球；祖黃昌，鄉飲賓；父黃維貴，壬午亞魁樂清知縣；母李氏。嚴侍下，妻孫氏，繼妻蒙氏；兄聖載；聖端，弟聖年（戊午舉人）；聖際；聖時，子可達；可逵。